# Султануиздаг
Султануизда́г (узб. Sulton Uvays tizmasi; каракалп. Sultan wa'yis tawi) — горный массив в Каракалпакстане (Узбекистан), по правому берегу Амударьи. Хребет расположен на крайнем юго-западе Кызылкумов, отделяя пустыню от долины реки Амударья.
Протяжённость составляет свыше 50 км, ширина — до 25 км. Хребет имеет почти широтное простирание на востоке сменяющееся северо-западным в его западной части. Максимальная высота достигает 473 м. Массив состоит из гряд, сложенных кварцитами, гнейсами, мраморами с интрузиями гранодиоритов. Южный и западный склоны крутые, северный и восточный — более пологие. Господствуют пустынные ландшафты. Годовое количество осадков составляет 80-100 мм. Годовая температура составляет 12-13 °, средняя температура января −5 °, −8 °, июля 26-28 °. Постоянной проточной воды нет. Долины, прорезающие хребет, летом совершенно безводные, очень жаркие и безветренные.